# Parti conservateur (Royaume-Uni)
Pour les articles homonymes, voir Parti conservateur et Tories.
Le Parti conservateur (en anglais : Conservative Party), officiellement Parti conservateur et unioniste (Conservative and Unionist Party), est un parti politique britannique libéral-conservateur, habituellement classé à droite.
Le Parti conservateur, fondé en 1834, est l'héritier des Tories des XVIIIe et XIXe siècles. Il est depuis sa création l'un des deux principaux partis du Royaume-Uni, d'abord avec le Parti libéral puis, à partir des années 1920, avec le Parti travailliste. Des Premiers ministres conservateurs ont été à la tête du gouvernement britannique pendant 57 années au cours du XXe siècle, dont les plus notables sont Winston Churchill (de 1940 à 1945 puis de 1951 à 1955) et Margaret Thatcher (1979 à 1990). Durant le mandat de cette dernière, le Parti conservateur a mis en place d'importantes réformes économiques libérales et est devenu largement eurosceptique.
Depuis les élections générales de 2010, le Parti conservateur est le parti le plus important à la Chambre des communes. Il forme, sous la direction du Premier ministre conservateur David Cameron, une coalition avec les Libéraux-démocrates jusqu'aux élections générales de 2015, puis gouverne seul jusqu'en 2017, puis avec le soutien des Unionistes-démocrates, avec Theresa May comme Première ministre puis Boris Johnson à la suite de la démission de cette dernière en 2019. Le parti conservateur dispose d'une majorité absolue aux communes durant les élections générales de décembre 2019, ou il obtient la plus grande proportion de votes qu'aucun parti n'ait obtenu depuis 1979.
Le Parti conservateur est par ailleurs le principal parti d'opposition au Parlement gallois et au Parlement écossais.
Le 4 juillet 2024, le Parti conservateur subit une large défaite aux élections législatives et cède le pouvoir au Parti travailliste. Il forme depuis cette date l'opposition officielle à la Chambre des communes, menée par la députée britannique Kemi Badenoch depuis novembre 2024.

## Histoire

### Des origines à 1979

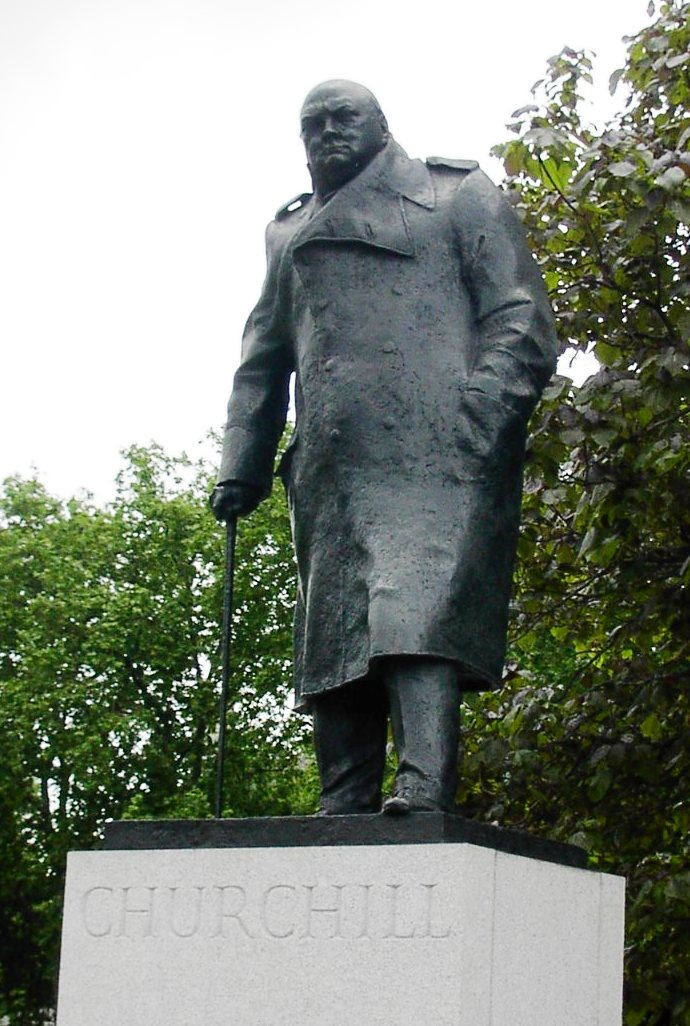
Statue de Churchill à Londres.

Le parti est l'héritier des Tories qui étaient l'un des deux groupes parlementaires à partir du XVIIe siècle. Réputés proches de la dynastie Stuart, ils étaient favorables à un pouvoir royal fort et défendaient les intérêts de l'aristocratie foncière. Inspirant la méfiance de la Maison de Hanovre, qui les suspectait de collusion avec la dynastie précédente, les rois du XVIIIe siècle leur préféraient les Whigs.
Au XIXe siècle, l'extension progressive du suffrage amena les Whigs comme les Tories à s'organiser en partis politiques. Le groupe parlementaire tory rassembla ses associations locales, créant le Parti conservateur. Il se montrait plutôt protectionniste, s'opposant au libre-échangisme du Parti libéral (issu des Whigs). Cependant, une partie des conservateurs favorables au libre-échange, firent scission sous la conduite de Robert Peel. À la fin du XIXe siècle, Benjamin Disraeli a créé un parti fièrement impérialiste mais enfin se fit le chantre d'un « torisme populaire » préoccupé par la question sociale. Le Parti conservateur se distingue alors par sa défense de l'Église anglicane (d'après un dicton de l'époque, « l'Église anglicane, c'est le Parti conservateur réuni en prière ») et sa réticence à accorder l'autonomie à l'Irlande.
Au XXe siècle, le Parti conservateur devint clairement libre-échangiste, élargissant sa base électorale au-delà de l'aristocratie foncière, en direction de la bourgeoisie, des petits propriétaires et des milieux d'affaires. Il appartint à une coalition d'Union nationale de 1915 à 1922, puis gouverna seul de 1922 à 1924 et de 1924 à 1929. Il forma une nouvelle coalition d'Union nationale, avec les travaillistes, entre 1931 et 1945. Il bénéficia alors du prestige de Winston Churchill, héros de la nation face à la menace nazie.
Après la guerre, le Parti conservateur tenta de s'opposer à l'introduction de la sécurité sociale. Winston Churchill vit dans l'État-providence la pénétration des idées socialistes, qu'il considérait comme totalitaires et contraires à la liberté d'entreprise, valeur essentielle du modèle britannique. Ces arguments ne parvinrent pas à empêcher l'électorat de porter le Labour au pouvoir aux élections de 1945. Le Parti conservateur revint au pouvoir de 1951 à 1964, puis de 1970 à 1974, avec un programme beaucoup plus favorable à l'intervention de l'État. Un compromis sur l'État-providence et la nécessité de coopérer avec les syndicats s'établit entre les deux grands partis.
Sur le thème de l'immigration, la frange radicale du Parti conservateur conduite par Enoch Powell développe dans les années 1960 une propagande ouvertement raciste (« si tu veux que ton voisin soit nègre, vote travailliste ») et popularise les thématiques racistes et anti-immigrés dans le débat public qui favoriseront par la suite l'émergence du Front national britannique.
Si Edward Heath, Premier ministre entre 1970 et 1974, fit entrer le Royaume-Uni dans la Communauté européenne, le pays accusa un retard économique sur ses rivaux (la France et la RFA). La crise économique qui s'amplifiait s'accompagna d'une crise politique. En 1974, la grève générale lancée dans le secteur minier paralysa le pays. Edward Heath demanda l'arbitrage des électeurs en dissolvant la Chambre. Au bout de deux scrutins, c'est une majorité travailliste qui se dégagea et les conservateurs retournèrent dans l'opposition. Cet épisode causa un profond traumatisme au sein du Parti conservateur qui durcit sa ligne politique dans le sens d'un libéralisme plus affirmé, dénonçant la toute-puissance qui caractériserait les syndicats. Ceci fut à l'origine de l'élection de Margaret Thatcher à la tête du parti.

### Période contemporaine (depuis 1979)

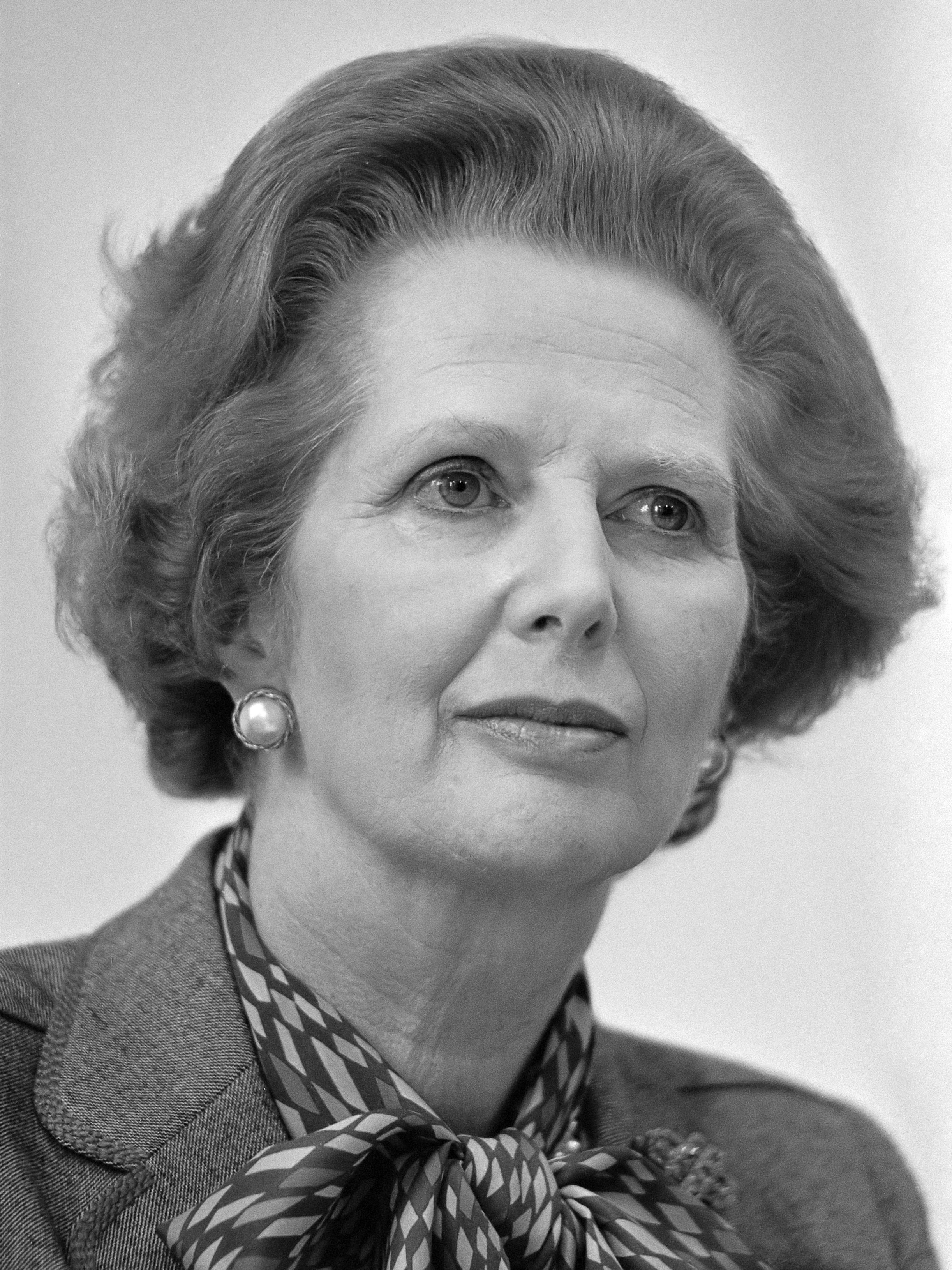
Margaret Thatcher, en poste de 1979 à 1990.

En 1975, Margaret Thatcher prit les rênes du Parti conservateur et lui fit prendre un virage à droite. Libérale économiquement, conservatrice sur les questions de société, atlantiste et partisane d'une Europe des nations, elle conquit Downing Street en mai 1979. Sa politique monétaire restrictive, directement inspirée des idées monétaristes de l'École de Chicago, permit au Royaume-Uni de contenir l'inflation. Elle engagea en parallèle une politique de réduction sensible des dépenses publiques et de la fiscalité, accompagnée d'une dérégulation et d'une limitation du pouvoir des syndicats, qui permirent au Royaume-Uni de renouer avec une croissance élevée et une meilleure compétitivité, mais à un prix social controversé : chômage de l'ordre de 9 % (avant résorption), tensions sociales, etc. Avec l'arrivée au pouvoir de Ronald Reagan en 1980, Margaret Thatcher trouva un précieux allié qui partageait sa conception de l'économie et des relations internationales. À l'extérieur, la Dame de Fer dut affronter en 1982 la crise des Malouines, dont elle sortit victorieuse et qui lui permit de remporter une écrasante majorité aux Communes en 1983. En matière européenne, elle manifesta son hostilité résolue à toute velléité d'Europe fédérale et obtint en 1984 un rabais à la contribution britannique au budget communautaire. C'est une rupture. Jusqu'alors en effet, les Tories avaient été les plus ardents partisans de la construction européenne au Royaume-Uni, à l'instar d'Edward Heath, artisan de son entrée dans le Marché commun. Elle fut réélue en 1987 avec une majorité légèrement réduite, s'expliquant par un gain de vote travaillistes face à l'Alliance SDP-Libérale.
Margaret Thatcher fut évincée de la tête du parti en novembre 1990, en raison des questions européennes et de la poll tax. Elle fut remplacée par son dernier Chancelier de l'Échiquier, John Major. Celui-ci maintint les Tories au pouvoir jusqu'en 1997 mais il ne parvint pas à enrayer le recul sensible enregistré lors de chaque élection, bien qu'il ait réussi à obtenir le record (14 millions) du nombre de voix aux élections générales de 1992 ; aucun parti n'a réussi à dépasser ou égaler ce record (en comparaison, Tony Blair en a récolté environ 13,6 puis 10,7 et 9,5 respectivement en 1997, 2001 et 2005). Les Britanniques étaient lassés du gouvernement qui les dirigeait depuis 18 années consécutives et à cette lassitude s'ajoutaient des scandales politiques et une lourde division interne au sujet de l'Union européenne.
En mai 1997, Tony Blair, chef du New Labour, provoqua un raz de marée électoral en faveur des travaillistes. Les Tories sortent exsangue et déchirés de ces élections : ils sont devenus un parti en lambeaux. Le Parti conservateur est tiraillé entre sa frange eurosceptique et sa fraction plus européenne (Chris Patten ou Kenneth Clarke par exemple). En dépit de ses échecs électoraux du parti, les idées conservatrices restent dominantes au sein de la vie politiques britanniques et inspirent les politiques menées par le gouvernement de Tony Blair. L’un des dirigeants conservateurs, Peter Lilley, souligne ainsi que les conservateurs auraient tort de chercher à « marquer leur différence à tout prix » avec un New Labour rallié au libéralisme économique.
En 2001, la victoire travailliste fut toujours aussi écrasante, les conservateurs gagnèrent quelques sièges face au parti de Tony Blair mais en perdirent face aux libéraux-démocrates. De plus, cette élection connut une abstention record (près de 40 %) et les votes accordés aux Tories chutèrent de près de 10 millions en 1997 à 8 millions en 2001.
En 2005, le Parti conservateur grignota quelques sièges (33) aux Communes lors des élections générales, mais resta dans l'opposition en raison de son incapacité à formuler un projet crédible et modéré capable d'attirer à lui les classes moyennes. Tony Blair resta au pouvoir tandis que les Libéraux-démocrates (LibDems) tendirent à s'affirmer comme la véritable opposition aux travaillistes. Entre 1997 et 2005, les Tories éreintèrent trois chefs successifs : William Hague (juin 1997-2001), Iain Duncan Smith (2001-novembre 2003) puis Michael Howard (novembre 2003-décembre 2005). Ce dernier permit à son parti de gagner une trentaine de sièges en 2005, mais cette amélioration de la représentation des Tories aux Communes est certainement due davantage à l'essoufflement du gouvernement Blair qu'aux propositions très droitières des Tories.
Souhaitant profiter de la baisse de popularité du gouvernement Blair, le nouveau chef du Parti conservateur, David Cameron, tente d'en rajeunir l'image et de « recentrer » sa ligne politique. Ce dernier permit à son parti de gagner une trentaine de sièges en 2005 et cinq ans plus tard, le 11 mai 2010, il est nommé Premier ministre après sa victoire relative aux élections législatives, à la tête d'un gouvernement de coalition avec les LibDems.
Le Parti conservateur met en place dans les années 2010 un système de financement controversé permettant à de riches donateurs d’accéder à une rencontre mensuelle avec un ministre ou un secrétaire d’État en échange de dons supérieurs à 50 000 livres par an. Ceux dont les dons sont supérieurs à 250 000 livres bénéficient d'une rencontre mensuelle avec le Premier ministre ou le chancelier de l’Échiquier.
Le parti comprend en 2018 environ 124 000 adhérents, dont l'âge médian se situe au-dessus de 60 ans, contre 550 000 adhérents pour le Parti travailliste. Il bénéficie cependant du soutien, à des degrés divers, de la grande majorité de la presse (The Sun, Daily Mail, The Daily Telegraph, The Times, Financial Times, etc).

## Programme politique

### Questions économiques et sociales
Économiquement, le Parti conservateur est libéral : partisan de dépenses publiques limitées, d'une fiscalité réduite, d'une politique monétaire rigoureuse et de positions commerciales libre-échangistes. En 2001, lors de sa première conférence en tant que chef du parti, Iain Duncan Smith promet de « s’attaquer aux services publics », notamment au système de santé (National Health Service, NHS), « une organisation centralisée à la soviétique ». Ce discours radical entraîne un déclin de la popularité du parti auprès de certaines couches de la société et l'incite peu à peu à se repositionner plus au centre, notamment sous l'influence de David Cameron, qui explique : « Je suis à la fois quelqu’un de très radical, qui entend changer les choses, et quelqu’un de très prudent et avisé quant à la manière d’y arriver ».
C'est George Osborne qui est le Shadow Chancellor of the Exchequer des Tories en décembre 2005. Très proche de David Cameron, il fait figure de modéré au sein du Parti conservateur et envisage, en cas de retour au pouvoir, une hausse des dépenses publiques pour améliorer les services publics (éducation, NHS, police, transports), cette hausse devant rester inférieure à la croissance du PIB, contrairement à la politique menée depuis 2001 par les travaillistes. Socialement, le Parti conservateur demeure foncièrement hostile aux syndicats et aux réglementations entravant la libre entreprise et le dynamisme du marché du travail. Mais, là aussi, une évolution semble se faire jour avec l'arrivée aux commandes de David Cameron, soucieux de la politique d'aide aux handicapés, de la protection de l'enfance et du soutien aux familles. David Cameron est également très attentif aux questions éducatives. Ancien représentant du Cabinet fantôme pour l'éducation, il a annoncé le 7 décembre 2005 son intention de soutenir les projets du gouvernement travailliste visant à réformer l'enseignement secondaire en accordant plus d'autonomie et de moyens aux établissements scolaires. Plutôt qu'une réelle évolution idéologique, le chercheur Tim Bale estime qu'il s'agit surtout de « communiquer à l’électorat l’impression que le parti change (…), évolue vers le centre (…) dans l’attente de revenir aux thèmes plus traditionnels du camp conservateur [baisses d’impôts, stabilité familiale et souveraineté nationale], bien que, cette fois, dans un langage plus précautionneux ».

### Un parti pro-américain
Sur les questions de sécurité nationale, les conservateurs se rangent dans le camp des États-Unis. En 2003, ils ont soutenu la guerre d'Irak. David Cameron, dans le sillage de ses prédécesseurs depuis Sir Winston Churchill, veillerait à maintenir une solide « relation spéciale » entre Londres et Washington, comme en témoigne sa volonté de rapprocher son parti des Républicains américains. De plus, les conservateurs sont partisans d'une hausse des dépenses militaires. La Grande-Bretagne était, en 2008, la deuxième puissance militaire européenne (en termes de budget) et la 4e mondiale. Les Tories entendent qu'elle le demeure, surtout depuis les attaques terroristes du 7 juillet 2005 contre Londres. William Hague, porte-parole du parti pour les affaires étrangères et Liam Fox, son homologue pour les questions de défense, sont des atlantistes convaincus et des tenants d'une défense forte pour le Royaume-Uni. Les conservateurs sont partisans d'une politique de lutte contre l'insécurité musclée, passant avant tout par le renforcement des effectifs de la police et l'octroi de nouveaux moyens aux forces de l'ordre.

### Rapport à l'Union Européenne
Enfin, l'Europe est un sujet central au Royaume-Uni et au sein des Tories. Le clivage européen transcende les clivages politiques traditionnels. Les Tories n'y échappent pas, même si une tendance se dégage depuis quelques années autour de la conception gaullienne d'une Europe des patries, vaste marché économique dépourvu de réels pouvoirs politiques et respectueuse de la diversité des nations la composant. David Cameron est lui-même eurosceptique : en 2009, les députés européens tories se sont retirés du groupe du PPE (Parti populaire européen), au Parlement européen de Strasbourg, jugé trop fédéraliste et démocrate-chrétien. Toutefois, pris dans le filet d'une coalition avec les Libéraux-démocrates, pro-européens et favorables à l'Euro, le positionnement de David Cameron apparaît comme flou, moins combatif que celui de Margaret Thatcher, figure de grande influence auprès des électeurs conservateurs. Par exemple, lors d'un débat aux communes (2011), 111 voix sur 594 se prononcent pour un référendum sur le maintien ou la sortie du Royaume-Uni de l'UE, démontrant un véritable clivage au sein-même des élus du parti . À partir de 2016, le vote en faveur du Brexit et la procédure de retrait de l'Union européenne qui s'ensuit renforce les clivages au sein du parti.

### Positionnement
Le sociologue Théo Bourgeron relève qu'au cours de la décennie 2010 « le cœur idéologique du Parti conservateur a progressivement glissé du centre droit vers les think tanks de Tufton Street, du nom de cette rue de Westminster dans laquelle se regroupent les boîtes à idées de la droite radicale héritées de l’ère Thatcher, fréquemment eurosceptiques, climatosceptiques et libertariennes. » Le Monde évoque également, dans un article paru en 2023, une radicalisation du discours conservateur « sur l’immigration, les impôts ou les valeurs familiales » et une percée des opinions climatosceptiques.

## Premiers ministrestories, puis conservateurs
| 1762 à 1902 | après 1902 |
| --- | --- |
| - 1762-1763 : John Stuart, comte de Bute - 1770-1782 : Frederick North - 1783 : William Cavendish, duc de Portland - 1783-1801 : William Pitt le Jeune - 1801-1804 : Henry Addington, vicomte de Sidmouth - 1804-1806 : William Pitt le Jeune - 1807-1809 : William Cavendish, duc de Portland - 1809-1812 : Spencer Perceval - 1812-1827 : Robert Jenkinson, comte de Liverpool - 1827 : George Canning - 1827-1828 : Frederick Robinson, vicomte de Goderich - 1828-1830 et 1834 : Arthur Wellesley de Wellington - 1834-1846 : Robert Peel - 1852 et 1858-1868 : Edward Stanley, comte de Derby - 1868 et 1874-1880 : Benjamin Disraeli - 1885-1886, 1886-1892 et 1895-1902 : Robert Cecil, marquis de Salisbury | - 1902-1905 : Arthur Balfour - 1922-1923 : Andrew Bonar Law - 1923-1924, 1924-1929 et 1935-1937 : Stanley Baldwin - 1937-1940 : Neville Chamberlain - 1940-1945 et 1951-1955 : Winston Churchill - 1955-1957 : Anthony Eden - 1957-1963 : Harold Macmillan - 1963-1964 : Alec Douglas-Home - 1970-1974 : Edward Heath - 1979-1990 : Margaret Thatcher - 1990-1997 : John Major - 2010-2016 : David Cameron - 2016-2019 : Theresa May - 2019-2022 : Boris Johnson - 2022 : Liz Truss - 2022-2024 : Rishi Sunak |

## Chefs et présidents
Le chef mène le parti au parlement et oriente sa politique. Il a longtemps été désigné de manière opaque par les autres dirigeants. Le fonctionnement du parti se démocratise peu à peu à partir des années 1960 ; en 1965, la nomination est déterminée par le vote des députés conservateurs, puis s'ouvre aux adhérents à partir de 1998, ceux-ci étant alors amenés à choisir entre les deux derniers candidats sélectionnés par les parlementaires.
Le président du parti, lui, s'occupe de la gestion interne du parti, en particulier de son budget et des relations entre les 650 associations locales et les campagnes nationales.

## Résultats électoraux

### Élections générales
| Élection    | Dirigeant            | Voix       | %    | Rang | Sièges    | Statut     | Gouvernement             |
| ----------- | -------------------- | ---------- | ---- | ---- | --------- | ---------- | ------------------------ |
| 1835        | Robert Peel          | 261 269    | 40,8 | 2e   | 273 / 658 | Opposition |                          |
| 1837        | Robert Peel          | 379 694    | 48,3 | 2e   | 314 / 658 | Opposition |                          |
| 1841        | Robert Peel          | 306 314    | 56,9 | 1er  | 367 / 658 | Majorité   |                          |
| 1847        | Edward Smith-Stanley | 205 481    | 42,7 | 2e   | 325 / 656 | Majorité   |                          |
| 1852        | Edward Smith-Stanley | 311 481    | 41,9 | 1er  | 330 / 654 | Majorité   |                          |
| 1857        | Edward Smith-Stanley | 239 712    | 34,0 | 2e   | 264 / 654 | Opposition |                          |
| 1859        | Edward Smith-Stanley | 193 232    | 34,3 | 2e   | 298 / 654 | Opposition |                          |
| 1865        | Edward Smith-Stanley | 346 035    | 40,5 | 2e   | 289 / 658 | Opposition |                          |
| 1868        | Benjamin Disraeli    | 903 318    | 38,4 | 2e   | 271 / 658 | Opposition |                          |
| 1874        | Benjamin Disraeli    | 1 091 708  | 44,3 | 1er  | 350 / 652 | Majorité   |                          |
| 1880        | Benjamin Disraeli    | 1 462 351  | 42,5 | 2e   | 237 / 652 | Opposition |                          |
| 1885        | Lord Salisbury       | 2 020 927  | 43,5 | 2e   | 247 / 670 | Opposition |                          |
| 1886        | Lord Salisbury       | 1 520 886  | 51,1 | 1er  | 394 / 670 | Majorité   |                          |
| 1892        | Lord Salisbury       | 2 159 150  | 47,0 | 1er  | 313 / 670 | Majorité   |                          |
| 1895        | Lord Salisbury       | 1 894 772  | 49,0 | 1er  | 411 / 670 | Majorité   |                          |
| 1900        | Lord Salisbury       | 1 767 958  | 50,3 | 1er  | 402 / 670 | Majorité   |                          |
| 1906        | Arthur Balfour       | 2 422 071  | 43,4 | 2e   | 156 / 670 | Opposition |                          |
| 1910 (jan.) | Arthur Balfour       | 3 104 407  | 46,8 | 2e   | 272 / 670 | Opposition |                          |
| 1910 (déc.) | Arthur Balfour       | 2 420 169  | 46,6 | 2e   | 271 / 670 | Opposition |                          |
| 1918        | Andrew Bonar Law     | 4 003 848  | 38,4 | 1er  | 379 / 707 | Majorité   |                          |
| 1922        | Andrew Bonar Law     | 5 294 465  | 38,5 | 1er  | 344 / 615 | Majorité   |                          |
| 1923        | Stanley Baldwin      | 5 286 159  | 38,0 | 1er  | 258 / 625 | Opposition |                          |
| 1924        | Stanley Baldwin      | 7 418 983  | 46,8 | 1er  | 412 / 615 | Majorité   |                          |
| 1929        | Stanley Baldwin      | 8 252 527  | 38,1 | 2e   | 260 / 615 | Opposition |                          |
| 1931        | Ramsay MacDonald     | 11 377 022 | 55,0 | 1er  | 470 / 615 | Majorité   |                          |
| 1935        | Stanley Baldwin      | 10 025 083 | 47,8 | 1er  | 386 / 615 | Majorité   |                          |
| 1945        | Winston Churchill    | 8 716 211  | 36,2 | 2e   | 197 / 640 | Opposition |                          |
| 1950        | Winston Churchill    | 12 494 404 | 43,4 | 2e   | 282 / 625 | Opposition |                          |
| 1951        | Winston Churchill    | 13 717 851 | 48,0 | 1er  | 321 / 625 | Majorité   |                          |
| 1955        | Anthony Eden         | 13 310 891 | 49,7 | 1er  | 345 / 630 | Majorité   |                          |
| 1959        | Harold Macmillan     | 13 750 875 | 49,4 | 1er  | 365 / 625 | Majorité   |                          |
| 1964        | Alec Douglas-Home    | 12 002 642 | 43,4 | 2e   | 304 / 630 | Opposition |                          |
| 1966        | Edward Heath         | 11 418 455 | 41,9 | 2e   | 253 / 630 | Opposition |                          |
| 1970        | Edward Heath         | 13 145 123 | 46,4 | 1er  | 330 / 630 | Majorité   | Heath                    |
| 1974 (fév.) | Edward Heath         | 11 872 180 | 37,9 | 2e   | 297 / 635 | Opposition |                          |
| 1974 (oct.) | Edward Heath         | 10 462 565 | 35,8 | 2e   | 277 / 635 | Opposition |                          |
| 1979        | Margaret Thatcher    | 13 697 923 | 43,9 | 1er  | 339 / 635 | Majorité   | Thatcher I               |
| 1983        | Margaret Thatcher    | 13 012 316 | 42,4 | 1er  | 397 / 650 | Majorité   | Thatcher II              |
| 1987        | Margaret Thatcher    | 13 760 935 | 42,2 | 1er  | 376 / 650 | Majorité   | Thatcher III, Major I    |
| 1992        | John Major           | 14 093 007 | 41,9 | 1er  | 336 / 651 | Majorité   | Major II                 |
| 1997        | John Major           | 9 600 943  | 30,7 | 2e   | 165 / 659 | Opposition |                          |
| 2001        | William Hague        | 8 357 615  | 31,7 | 2e   | 166 / 659 | Opposition |                          |
| 2005        | Michael Howard       | 8 785 941  | 32,4 | 2e   | 198 / 646 | Opposition |                          |
| 2010        | David Cameron        | 10 704 647 | 36,1 | 1er  | 306 / 650 | Majorité   | Cameron I                |
| 2015        | David Cameron        | 11 300 303 | 36,9 | 1er  | 330 / 650 | Majorité   | Cameron II, May I        |
| 2017        | Theresa May          | 13 632 914 | 42,3 | 1er  | 317 / 650 | Majorité   | May II, Johnson I        |
| 2019        | Boris Johnson        | 13 941 086 | 43,6 | 1er  | 365 / 650 | Majorité   | Johnson II, Truss, Sunak |
| 2024        | Rishi Sunak          | 6 828 925  | 23,7 | 2e   | 121 / 650 | Opposition |                          |

### Élections européennes
| Année | %    | Mandats | Rang | Groupe          |
| ----- | ---- | ------- | ---- | --------------- |
| 1979  | 48,4 | 60 / 81 | 1er  | DE              |
| 1984  | 38,8 | 45 / 81 | 1er  | DE              |
| 1989  | 33,0 | 32 / 81 | 2e   | DE, puis PPE-DE |
| 1994  | 27,0 | 18 / 81 | 2e   | PPE-DE          |
| 1999  | 36,0 | 36 / 87 | 1er  | PPE-DE          |
| 2004  | 26,7 | 27 / 78 | 1er  | PPE-DE          |
| 2009  | 27,7 | 26 / 72 | 1er  | ECR             |
| 2014  | 23,1 | 19 / 73 | 3e   | ECR             |
| 2019  | 8,8  | 4 / 73  | 5e   | CRE             |